# Čoktština
Čoktština je jazyk indiánského kmene Čoktů (Čoktavů), kteří žijí v jihovýchodních Spojených státech. V současné době používá tento jazyk méně než 10 tisíc lidí. Jazyk Čoktů je velmi podobný příbuznému jazyku Čikasavů a patří k maskogijské rodině. Pochází z něj např. název Oklahoma (doslova „Červená země“). Existují tři dialekty čoktského jazyka: v jihovýchodní Oklahomě, ve střední a jižní Oklahomě a ve státě Mississippi, částečně i ve státě Louisiana.

## Příklady

### Číslovky
| Čoktsky   | Česky |
| achʋffa   | jeden |
| tuklo     | dva   |
| tuchina   | tři   |
| ushta     | čtyři |
| tahlapi   | pět   |
| hannali   | šest  |
| untuklo   | sedm  |
| untuchina | osm   |
| chakkali  | devět |
| pokkoli   | deset |

## Vzorový text
Otčenáš (modlitba Páně):
Piki vba ish binili ma.
Chi hohchifo hvt holitopahke.
Ish apehlichika yvt vlashke.
Nana ish ai ahni ka yakni pakna ya a yohmi kvt,
vba yakni a yohmi mak o chiyuhmashke.
Himak nitak ilhpak pim ai vlhpesa kako ish pi ipetashke.
Mikmvt nana il aheka puta ish pi kashofi kvt,
pishno vt nana pim aheka puta il i kashofi
chatuk a ish chiyuhmichashke.
Mikmvt anukpvlika yoka ik ia chik pim aiahno hosh,
amba nan-okpulo a ish pi a hlakofihinchashke.
Apehlichika, mikmvt nan-isht-aiahli,
micha isht aholitopa aiena kvt chimmi a bilia yoke. Amen.